# Piloctenus pilosus
Espèce
Synonymes
- Ctenus pilosus Thorell, 1899
- Ctenus observandus Arts, 1912
- Ctenus cavaticus minor Lessert, 1929

Piloctenus pilosus est une espèce d'araignées aranéomorphes de la famille des Ctenidae.

## Distribution
Cette espèce se rencontre en Afrique de l'Ouest et en Afrique centrale.

## Description
Le mâle mesure 14 mm et la femelle 11 mm.

## Publication originale
- Thorell, 1899 : Araneae Camerunenses (Africae occidentalis) quas anno 1891 collegerunt Cel. Dr Y. Sjöstedt aliique. Bihang till Kongliga Svenska vetenskaps-akademiens handlingar, vol. 25, no 1, p. 1-105 (texte intégral).